# Стрілиця (Харківська область)
Стрілиця — покинуте село, Писарівська сільська рада, Золочівський район, Харківська область.
Код КОАТУУ — 6322685008.
Знято з обліку у зв'язку з переселенням мешканців 1998 року.

## Географічне положення
Село Стрілиця лежить за 1 км від села Гур'їв, по селу протікає пересихаючий струмок, одна з приток річки Братениця.

## Історія
- 1998 — знято з обліку у зв'язку з переселенням жителів[1][2].